# Camberley

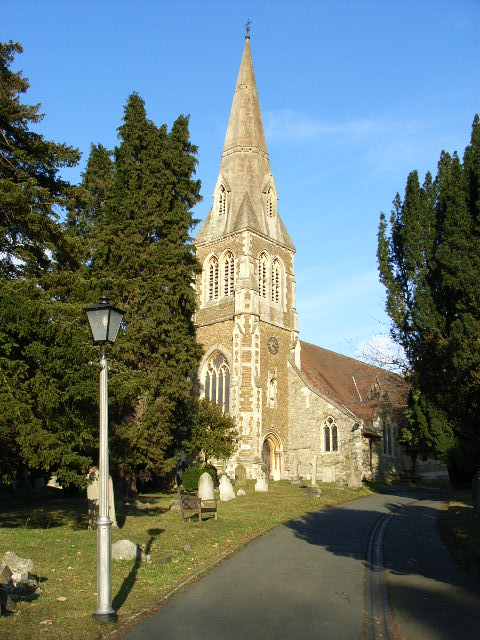

Camberley/ kæmbərliː é uma cidade no Condado de Surrey, Inglaterra, 31 milhas (50 km) a sudoeste do centro de Londres, entre as auto-estradas "M3 motorway" e "M4 motorway". A cidade está no extremo oeste do condado, perto das fronteiras de Hampshire e Berkshire, Os limites cruzam a ocidental da cidade onde todos os três condados ficam localizados na rota nacional. É a cidade principal na cidade de Surrey.
Os subúrbios de Camberley incluem Crawley Hill, Yorktown, Diamond Ridge, Heatherside e Old Dean.